# Quié de Lujat
Le Quié de Lujat ou Quié de Sinsat voire plus simplement le Quié est un sommet des Pyrénées françaises dans le département de l'Ariège en région Occitanie. Il culmine à 1 484 m d'altitude en limite sud-est de la commune d'Ornolac-Ussat-les-Bains et en limite nord de la commune d'Aulos-Sinsat.

## Toponymie
Quié est un terme local relatif au Tarasconnais pour dénommer ces falaises dues à l'effet morphologique et mécanique du gigantesque glacier qui a occupé et surcreusé la haute vallée de l'Ariège lors de la glaciation du Quaternaire avec plus de 800 mètres de profondeur de glaces. Le Quié de Sinsat est le site majeur.

## Géographie

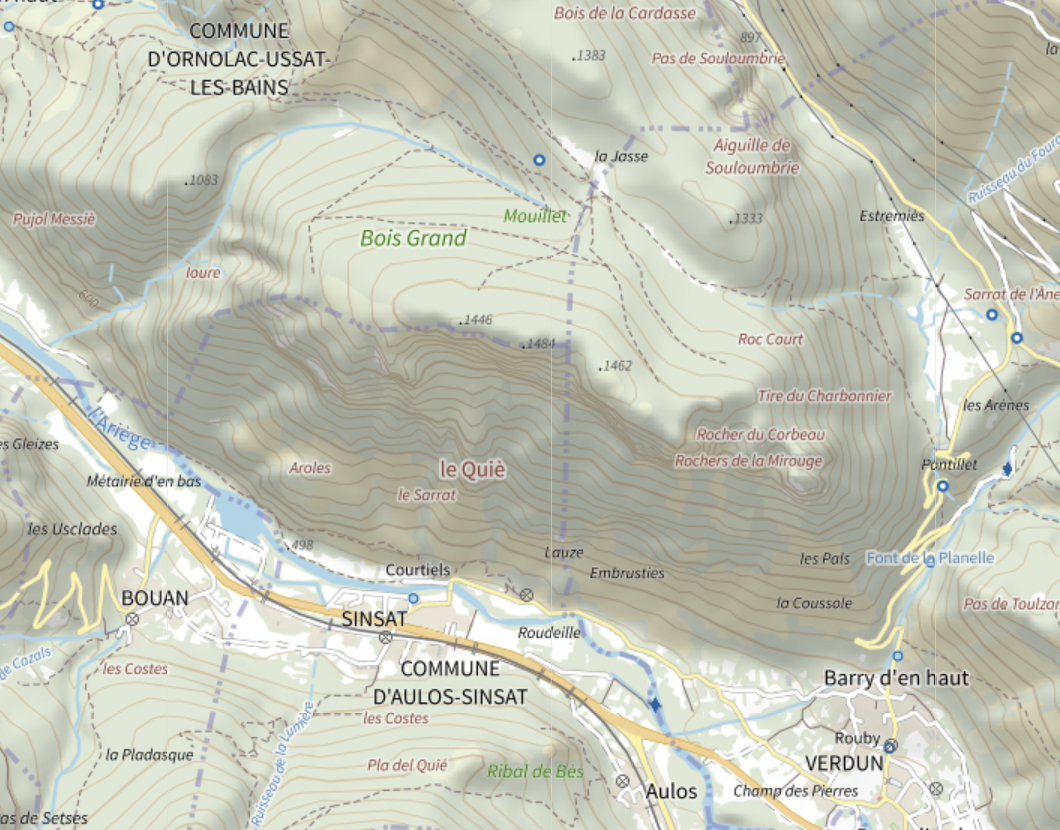
Carte topographique.

Matérialisé par une longue falaise élevée d'origine glaciaire à l'adret, en rive droite de l'Ariège, le sommet est le point culminant d'une ligne de crête en limite sud du massif de Tabe. Objet d'un arrêté préfectoral de protection de biotope, la zone protégée du Quié de Lujat, longue d'environ trois kilomètres, intègre le front de falaises qui se prolonge sur la commune de Verdun.
Sur un dénivelé de 600 à 700 m, le versant sud est formé en partie basse d'une pente rocailleuse ; les 300 ou 400 m supérieurs constituant une remarquable falaise à peu près verticale.
Sans aspérité, le versant à l'ubac est couvert de forêt, le bois Grand, où le ruisseau de Lujat prend sa source.

### Géologie
La base du versant sud est encombrée d'éboulis calcaires liasiques et dolomitiques jurassiques. La falaise qui termine l'escarpement est formée surtout de calcaires urgoniens présentant leurs strates.

### Climat
Inexistant sur la soulane, l'enneigement persiste longtemps à l'ombrée.
Les contrastes d'exposition sont rendus très violents par la pente assez forte des versants. La soulane est fortement ensoleillée même en hiver et la brume y est presque absente. L'ombrée voit peu le soleil en hiver et les brouillards y sont relativement fréquents.

### Flore
Le versant sud du Quié est l'une des deux stations principales des Pyrénées françaises pour le Genévrier thurifère (Juniperus thurifera L.), espèce ligneuse à répartition méditerranéenne, intégrée en 2011 à la liste rouge des espèces menacées de l'Union internationale pour la conservation de la nature (UICN).

## Histoire

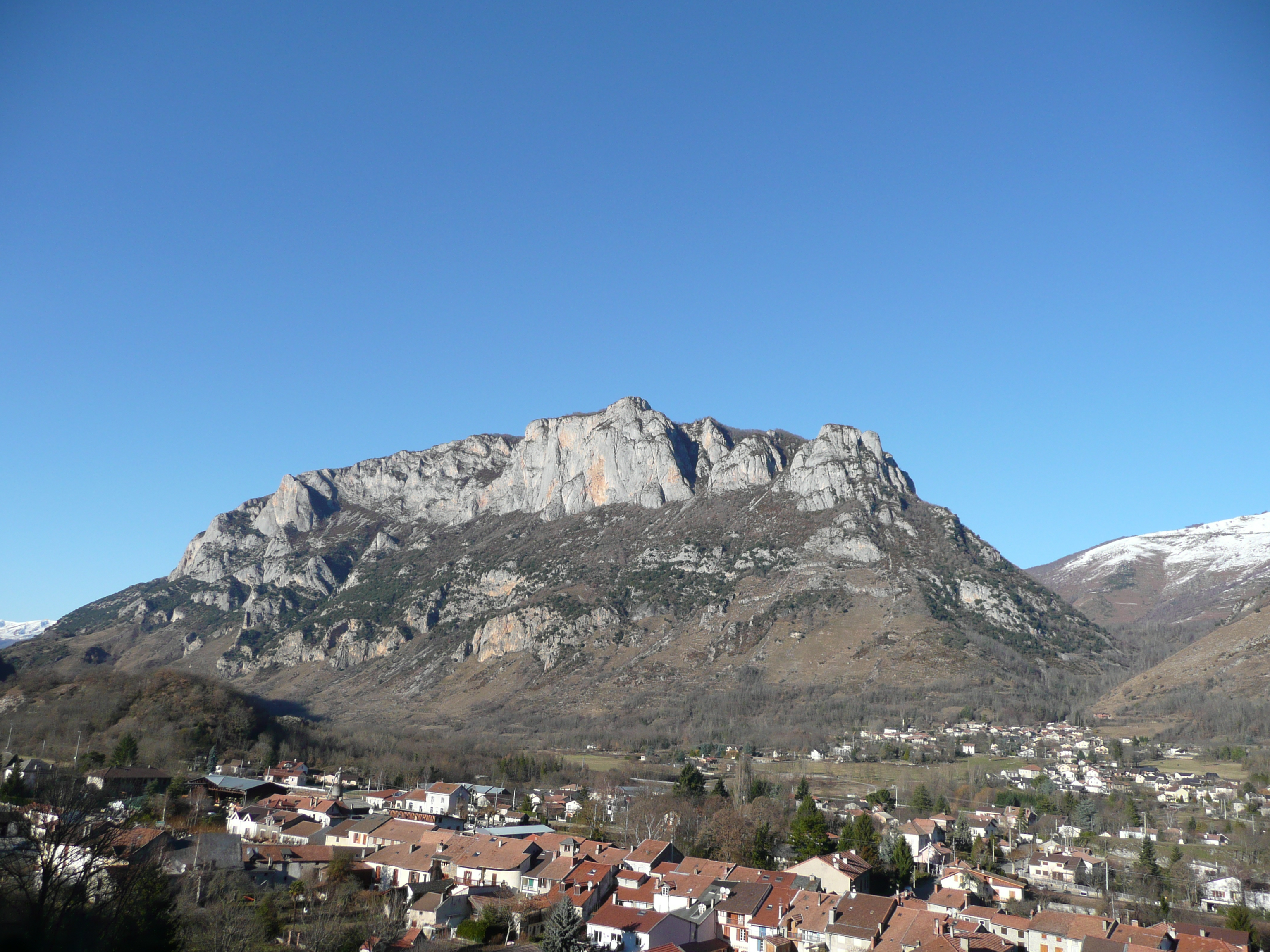
Vue depuis Pech.

Effectué par le collectif Pyrénaline, un parcours aérien sur un fil de 35 mètres tendu entre les falaises a été filmé par hélicoptère pour l'émission Des racines et des ailes en 2013.

## Activités

### Escalade
Le Quié offre plus de 200 voies d'escalade jusqu'à 450 mètres de longueur classées de 3c à 7c et un rocher-école. Des voies sont à accès réglementé à certaines périodes pour protéger des nids de rapaces, dont le très rare gypaète barbu,.